# Mad Dog Coll
Vincent Mad Dog Coll, né Uinseann Ó Colla le 20 juillet 1908 à Gaoth Dobhair et mort le 8 février 1932 à New York, est un malfaiteur irlando-américain, tueur à gages dans les années 1920 et début années 1930 impliqué dans les activités mafieuses et initiateur d'une guerre de clans de la mafia à New York dont il sera finalement victime. Il est réputé pour avoir tué accidentellement un enfant pendant une tentative d'enlèvement d'un membre d'une bande adverse,

## Biographie

### Jeunesse

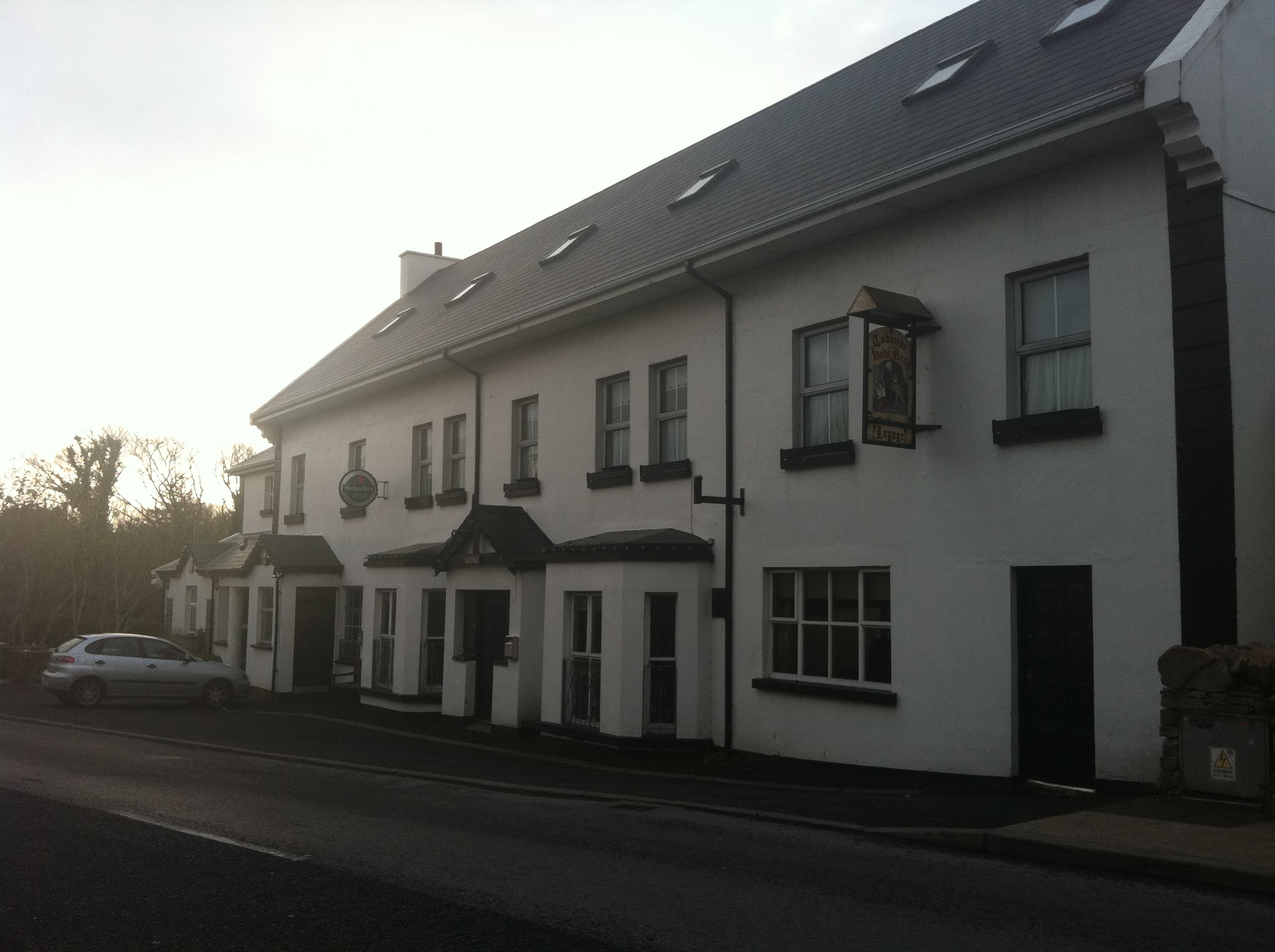
La taverne de Hiúdaí Beag, Gaoth Dobhair (ou Gweedore), supposée être le lieu de naissance de Vincent Coll

Coll nait à Gaoth Dobhair, en Irlande, en 1908, dans le Comté de Donegal dans une famille en lien avec les Curran. Sa famille émigre aux États-Unis l'année suivante, à bord du S/S Columbia au départ de Londonderry. Ils arrivent le 12 avril 1909 à New York.
À 12 ans, il est envoyé dans une école de redressement. Après avoir été expulsé de plusieurs établissements disciplinaires catholiques, il rejoint le gang de rue The Gophers. Les heurts avec les forces de l'ordre sont presque inévitables. Il développe rapidement une réputation d'enfant sauvage des rues. À 16 ans, il est appréhendé pour port d'arme à feu, et à l'âge de 23 ans, a été déjà été arrêté une douzaine de fois. À la fin des années 1920, il travaille comme garde armé des camions du trafic de bière de la bande de Dutch Schultz.

### Tueur et kidnappeur
L'implacabilité de Coll fait de lui un tueur précieux pour Schultz au début. Alors que l'empire criminel de celui-ci prend de l'ampleur dans les années 1920, il emploie Coll comme assassin. À 19 ans, Coll est accusé du meurtre d'Anthony Borello, le propriétaire d'un speakeasy, et de Mary Smith, une hôtesse de la salle de danse. Coll aurait assassiné Borello parce qu'il refusait de vendre l'alcool de contrebande de Schultz. Les accusations sont finalement rejetées, surement grâce à une intervention occulte de Schultz. Mais Schultz n'était pas content des actions de Coll. En 1929, sans la permission de Schultz, Coll braque une laiterie du Bronx pour 17 000 $. Lui et son gang se font passer pour des convoyeurs de fonds. Schultz plus tard confond Coll au sujet de ce vol, mais plutôt que d'être désolé, Coll exige d'être un partenaire à pied d'égalité, Schultz refuse. La tension monte entre les deux gangsters, d'autant que Coll organise des rapts dans le milieu pour son compte. Pour financer son nouveau gang à partir de janvier 1930, Coll kidnappe en effet des gangsters rivaux et les libère contre rançon. Les victimes ne peuvent se plaindre à la police ; elles auraient du mal à expliquer au fisc l'origine de l'argent versé, et suivent la loi du silence de la pègre. L'une des victimes les plus connues de Coll est le joueur George Big Frenchy DeMange, proche collaborateur d'Owney Madden, caïd de la mafia irlandaise de Hell's Kitchen. Coll aurait simplement téléphoné à DeMange et demandé à le rencontrer. Arrivé au lieu de rendez-vous, DeMange est kidnappé sous la menace d'une arme. Coll le libère 18 heures plus tard après avoir reçu une rançon.
La rupture entre les deux criminels survient au début de 1931 lorsque Schultz paie la caution de Coll après une nouvelle arrestation. Cependant, Coll ne se présente pas au procès et Schultz perd l'argent de la caution. Coll refuse d'en indemniser Schultz, le conflit commence.
Coll et son gang assassinent Carmine Borrelli, un lieutenant de Schultz, et son épouse. En réponse, c'est Peter Coll, le frère aîné de Vincent, qui est abattu le 30 mai 1931 au volant de sa voiture dans Harlem. Coll ensuite rentre dans une rage folle et une soif de vengeance démesurée. Au cours des trois semaines suivantes, il abat quatre hommes de Schultz. Au total, une vingtaine d'hommes sont tués dans les affrontements. Le chiffre exact est difficile à déterminer car New York subit la guerre des Castellammarese en même temps. C'est le chaos dans les rues de Manhattan et la police a souvent du mal à établir de quel conflit les cadavres retrouvés sont victimes.
Le 2 juin, Coll et son gang font irruption dans un garage appartenant à Schultz et détruisent 120 distributeurs automatiques et 10 camions. Alors que la guerre se poursuit, Vincent Coll et son gang tuent environ 20 hommes de Schultz.

### Tueur d'enfant
Le 28 juillet 1931, Coll aurait participé à une tentative d'enlèvement qui a entraîné la mort d'un enfant par balle. La cible de Coll, le trafiquant Joseph Rao, subalterne de Schultz se prélasse devant un club social. Plusieurs enfants jouent devant un immeuble. Une limousine s'arrête au bord du trottoir et plusieurs hommes visent avec des fusils de chasse et des mitraillettes Rao. Dans la fusillade, Rao se jette sur le trottoir et quatre jeunes enfants sont blessés lors de l'attaque. L'un d'eux, Michael Vengalli, cinq ans, décède plus tard à l'hôpital Beth David,. Après la mort de l'enfant, le maire de New York, Jimmy Walker, donne le surnom de Chien Fou (Mad Dog) à Coll.
Le 4 octobre 1931, après une longue chasse à l'homme, la police de New York arrête Coll dans un hôtel du Bronx. Il a teint ses cheveux en noir, laissé pousser une moustache et porte des lunettes à monture en écailles. Il se rend sans résistance. Coll, provocateur, déclare qu'il était à Albany (New York) depuis plusieurs mois et refuse de répondre à toute autre question sans la présence d'un avocat. Le 5 octobre, un grand jury à New York l'inculpe du meurtre de l'enfant Vengalli.
Le procès Coll commence en décembre 1931. Il s'offre les services de l'avocat Samuel Leibowitz. Coll affirme qu'il était à des kilomètres de la scène de crime et qu'il était surveillé par ses ennemis. Il ajoute qu'il aimerait « arracher la gorge » à la personne qui a tué l'enfant. Le dossier de l'accusation s'effondre vite. Le seul témoin de la fusillade, George Brecht, admet à la barre qu'il a un casier judiciaire et des antécédents psychiatrique et qu'il a témoigné de la même manière dans un précédent cas de meurtre à Saint-Louis (Missouri). Coll est relaxé fin décembre. Peu de temps après son acquittement, Coll épouse Lottie Kreisberger, créatrice de mode à New York.
Immédiatement après le verdict, un inspecteur de police de la ville de New York lui déclare que la police l'arrêterait chaque fois qu'il serait repéré à New York. Ce qui arrive très rapidement, et il est de nouveau emprisonné pour port illégal d'arme à feu. Lorsque l'inspecteur le qualifie de tueur de bébé, Coll répond vivement : « Je ne suis pas un tueur de bébé ».

### Chassé-croisé du 10 septembre 1931
En septembre 1931, entre le meurtre du jeune Vengalli et son acquittement, Coll est engagé par Salvatore Maranzano, qui s'est récemment couronné capo di tutti capi, pour assassiner son bras droit, Charles Lucky Luciano. Lucchese, gagné à la cause de Luciano l'a averti qu'il avait « un contrat sur lui ».
Plusieurs mois auparavant, Luciano avait aidé Maranzano à gagner la guerre de Castellammarese et à prendre le contrôle de New York. Maranzano s'est vite rendu compte que Luciano était une menace. Le 10 septembre, Maranzano a convoqué Luciano, Vito Genovese et Frank Costello à son bureau du 230 Park Avenue à Manhattan. Convaincu que Maranzano a l'intention de les assassiner, Luciano décide d'agir en premier envoyant au bureau de Maranzano quatre gangsters juifs dont les visages étaient inconnus de la bande des Siciliens. Il avait en effet l'aide de Lansky et Siegel. Déguisés en agents du gouvernement, deux des gangsters désarment les gardes du corps de Maranzano. Les deux autres, aidés par Lucchese, qui leur indique Maranzano, poignardent le chef sicilien à plusieurs reprises avant de lui tirer dessus,.
Selon le témoignage de Joseph Valachi en 1963, Coll est arrivé au bureau pour tuer Luciano, mais n'y a vu que les tueurs à gages de ce dernier fuyant les lieux. Après avoir appris d'eux que Maranzano était mort, Coll a immédiatement quitté le bâtiment, plus riche de 25 000 $.

### Fin tragique
Dutch Schultz et Owney Madden auraient, parait-il, mis à prix 50 000 $ la tête de Vincent Coll. Ce qui est avéré, c'est que Schultz est entré dans un poste de police du Bronx et a offert « une maison à Westchester » à quiconque tuerait Coll.
Le 1er février 1932, quatre ou cinq hommes armés envahissent un appartement du Bronx que Coll, selon la rumeur, fréquenterait, et ouvrent le feu avec des pistolets et des mitraillettes. Trois personnes (les hommes de Coll, Patsy Del Greco et Fiorio Basile et la passante Emily Tanzillo) sont tuées et trois autres blessés. Coll en retard arrive 30 minutes après le carnage.
Une semaine après la fusillade dans le Bronx, à 12 h 30 le 8 février, Coll utilise une cabine téléphonique dans une pharmacie de la 8e avenue et de la 23e rue à Manhattan. Il aurait parlé à Madden, exigeant 50 000 $ du gangster, et menaçant d'enlever son beau-frère. Madden garde Coll sur la ligne pendant qu'il est suivi. Trois hommes dans une limousine sombre arrivent bientôt à la pharmacie. Pendant que l'un attendait dans la voiture, deux autres sont sortis. Un homme attendait dehors tandis que l'autre entre dans le magasin. Le tireur dit à la caissière : « restez calme, maintenant », sort une mitraillette Thompson de sous son pardessus et ouvre le feu sur Coll dans la cabine téléphonique en verre. Coll meurt instantanément. Les tueurs démarrent dans leur voiture. Ils sont pris en chasse en vain sur la huitième avenue par un patrouilleur à pied qui a entendu les coups de feu et réquisitionné un taxi, mais ils sont semés.
Un total de 15 balles ont été retirées du corps de Coll à la morgue ; peut-être que d'autres l'ont traversé. Coll est enterré à côté de son frère Peter au cimetière Saint-Raymond dans le Bronx. Dutch Schultz a envoyé une couronne de fleurs portant un ruban avec le message : « From the boys ».

## Conséquences
Les tueurs de Coll n'ont jamais été identifiés. L'avocat de Dutch Schultz, Dixie Davis a ensuite déclaré que le gangster Bo Weinberg était le chauffeur de la limousine. L'un des hommes de Coll, Edward Popke alias Fats McCarthy est suspecté aussi. La mitraillette qui a tué Coll est retrouvée un an plus tard en la possession d'un tueur de Hell's Kitchen nommé Tough Tommy Protheroe, qui l'a utilisé lors d'une tuerie dans un salon en 1933. Le 16 mai 1935, Protheroe et sa petite amie Elizabeth Connors sont abattus par des tireurs inconnus dans le Queens.
Dutch Schultz continue son entreprise de rackets jusqu'au 23 octobre 1935 où il est tué au Palace Chophouse à Newark (New Jersey). Il aurait été assassiné sur ordre de Luciano et du nouveau Syndicat national du crime.
La veuve de Coll, Lottie, est reconnue coupable de port d'arme dissimulée et condamnée à six mois de prison. Elle refuse de quitter la prison après sa libération conditionnelle, car elle craint que les personnes qui ont tué son mari la tuent également.
En 1935, Owney Madden, toujours sous contrôle judiciaire pour le meurtre de Coll, déménage en Arkansas, où il décèdera en 1965.
Le femme politique Bríd Rodgers, ancienne membre de l'Assemblée d'Irlande du Nord, est apparentée à Coll.

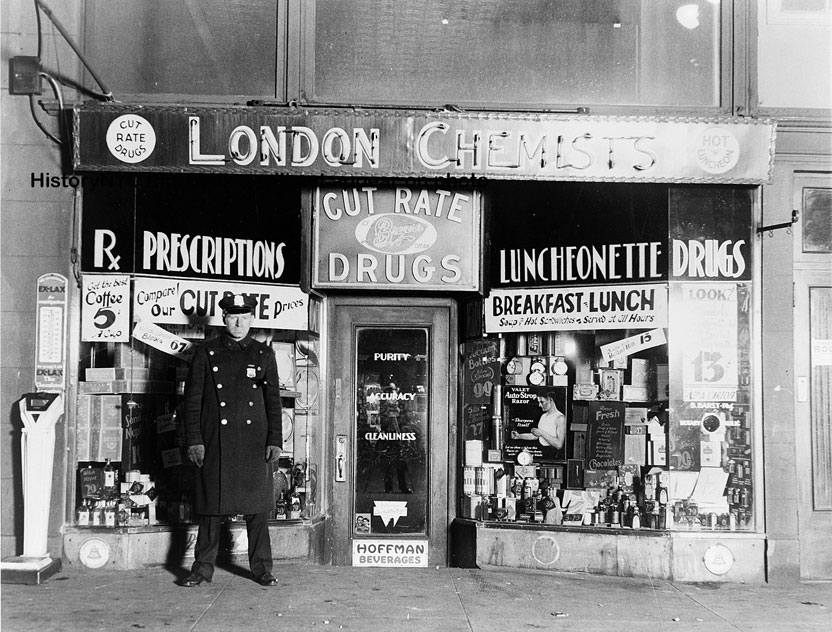
Un officier de police de New York se tenant à l'extérieur de la pharmacie où Vincent Coll a été assassiné en 1932

## Coll dans la culture
L'histoire, la jeunesse et le caractère fascinants de Vincent Coll ont été portés à l'écran dans plusieurs films. De plus, ils ont inspiré de nombreuses fictions.

### Cinéma
Le personnage de Vincent Coll a été joué par :
- Richard Gardner en 1960, dans  The Rise and Fall of Legs Diamond (La Chute d'un caïd) de Budd Boetticher.
- Joseph Gallison en 1961, dans Portrait of a Mobster de Joseph Pevney.
- John Davis Chandler en 1961, dans Mad Dog Coll (Maniaque à la mitraillette) de Burt Balaban.
- Nicolas Cage, une interprétation libre dans The Cotton Club en 1984.
- Nicholas Sadler en 1991, dans Les Indomptés par Michael Karbelnikoff.
- Christopher Bradley en 1992 Mad Dog Coll de Greydon Clark et repris en 1992 dans Hit the Dutchman.

### Télévision
- Clu Gulager en 1959, dans l'épisode Vincent Mad Dog Coll de la série The Untouchables (Les incorruptibles).
- Robert Brown en 1961, dans l'épisode en deux parties The Mad Dog Coll Story dans la série The Lawless Years.
- David Wilson en 1981, dans The Gangster Chronicles.

### Musique
- Mad Dog Coll de Mad Dog Mcrea sur l'album de 2015, Almost Home[29].